# Cantón de Cosne-Cours-sur-Loire-Norte
El cantón de Cosne-Cours-sur-Loire-Norte era una división administrativa francesa, que estaba situada en el departamento de Nièvre y la región de Borgoña.

## Composición
El cantón estaba formado por cuatro comunas, más una fracción de la comuna que le daba su nombre:
- Annay
- Cosne-Cours-sur-Loire (fracción)
- La Celle-sur-Loire
- Myennes
- Neuvy-sur-Loire

## Supresión del cantón de Cosne-Cours-sur-Loire-Norte
En aplicación del Decreto n.º 2014-184 de 18 de febrero de 2014, el cantón de Cosne-Cours-sur-Loire-Norte fue suprimido el 22 de marzo de 2015 y sus 5 comunas pasaron a formar parte; tres del nuevo cantón de Cosne-Cours-sur-Loire y dos del nuevo cantón de Pouilly-sur-Loire.